# Olof Svensson (jurist)
Carl Olof Svensson, född den 10 juli 1911 i Uppsala, död den 3 oktober 1981 i Mariestad, var en svensk jurist.
Svensson avlade juris kandidatexamen vid Uppsala universitet 1936. Han genomförde tingstjänstgöring 1937–1939. Svensson började 1940 sin tjänstgöring i Göta hovrätt, där han blev fiskal 1941, adjungerad ledamot 1947, extra ordinarie assessor 1948 och hovrättsråd 1954. Han blev revisionssekreterare 1958. Svensson var tingssekreterare i Södra Möre domsaga 1943–1946, häradshövding i Vadsbo domsaga 1965–1970 och lagman i Mariestads tingsrätt 1971–1978. Han blev riddare av Nordstjärneorden 1958 och kommendör av samma orden 1972.